# Ruagea membranacea
Ruagea membranacea är en tvåhjärtbladig växtart som beskrevs av W.A. Palacios. Ruagea membranacea ingår i släktet Ruagea och familjen Meliaceae. Inga underarter finns listade i Catalogue of Life.